# Maung Tun Khin
Maung Tun Khin (né le 21 septembre 1940 à l'époque en Birmanie britannique et aujourd'hui en Birmanie) est un joueur de football international birman, qui évoluait au poste de milieu de terrain.

## Biographie

### Carrière en sélection
Il participe avec la sélection birmane aux Jeux olympiques d'été de 1972. Lors du tournoi olympique, il ne joue aucun match.